# Верания Гемина
Верания Гемина (на латински: Verania Gemina) е знатна римлянка през 1 век.

## Произход и брак
Дъщеря е на Квинт Вераний, който е консул 49 г. и управител на Британия 57 г. Внучка е на Квинт Вераний, който е много близък с Германик и става през 18 г. първият управител на провинция Кападокия. Тя има сестра близначка Октавила.
Верания се омъжва за Луций Калпурний Пизон Фруги Лициниан (38 – 69), син на Марк Лициний Крас Фруги (консул 27 г.) и Скрибония, дъщеря на Корнелия Помпея и Луций Скрибоний Либон (консул 16 г.). Съпругът ѝ е осиновен на 10 януари 69 г. от император Галба и е определен за негов наследник. Галба обаче не му подарява пари, както е прието в такива случаи, което се приема лошо от всички. Той е убит на 15 януари 69 г. на улицата пред храм на Веста в Рим от привържениците на Отон. Верания го погребва в гробницата на Лициниите, открита през 1885/1886 г. на Porta Salaria на Виа Салария в Рим. Двамата нямат деца.